# Néa Vrasná
Néa Vrasná (Nea Vrasna) är en ort i Grekland.   Den ligger i prefekturen Nomós Thessaloníkis och regionen Mellersta Makedonien, i den nordöstra delen av landet, 300 km norr om huvudstaden Aten. Néa Vrasná ligger 4 meter över havet och antalet invånare är 2 556.
Terrängen runt Néa Vrasná är varierad. Havet är nära Néa Vrasná österut.  Närmaste större samhälle är Asproválta, 2,9 km norr om Néa Vrasná. 